# 東条冬重
東条 冬重（とうじょう ふゆしげ）は、江戸時代前期の江戸幕府の旗本。

## 生涯
高家旗本吉良義冬の五男として誕生した。三兄の東条義孝の養子となり、元禄元年（1688年）7月12日、義孝の家督（切米300俵）を継いで小普請に列した。元禄10年（1697年）3月18日には書院番士となった。
元禄14年（1701年）3月14日に長兄の吉良義央が赤穂藩主浅野長矩に殿中刃傷を受け、長矩は即日切腹となる。幕府は、義央を隠居させ、さらに8月21日には大目付の庄田安利（長矩を庭先で切腹させた人物）・高家肝煎の大友義孝（義央腹心の部下）・そして義央の弟であるこの冬重を呼び出して、全員に対して「勤めがよくない」として解任を申し渡した。
『寛政重修諸家譜』は、「つとめにかなはざることあるにより、小普請に貶さる」と記す。役職への復帰もかなわなかったらしく、その後についても「某年死す」としか記されていない。子も養子もなく、義孝流東条家は絶えた。